# Ordre mariamite maronite
L'ordre Maronite Mariamite de la Bienheureuse Vierge Marie, (en latin Ordo maronita Beatæ Mariæ Virginis), communément appelé ordre mariamite maronite ou juste ordre mariamite est un ordre religieux et apostolique oriental catholique. Il appartient à l’Église maronite.
L'Ordre fut fondé par trois jeunes gens d'Alep: Gabriel Hawa, Abdallah Qar'ali et Joseph El-Betn, le 10 novembre 1694, lorsque le Patriarche Étienne El Douaihi (1670-1704) les revêtit, "ad experimentum", du capuche et de l'habit religieux, et leur offrit le couvent de Sainte Moura à Ehden.
Le 10 novembre 1698, le nouvel Ordre tint son premier chapitre général, au couvent St. Elysée, à Bécharré dans le Nord du Liban.
Le 18 juin 1700, le Patriarche approuva la première règle, composée de 15 canons, et reconnait canoniquement le nouvel Ordre. Par le Bref "Apostolatus officium", du 31 mars 1732, Clément XII (1730-1740) approuva les règles et les constitutions de l'Ordre, qui furent publiées à Rome en 1735.
Les symptômes de désagrégation et de division qui apparurent dès 1742 entre les Alepins et les Libanais nommés "Montagnards" ou "Baladites", amenèrent en 1770 à une séparation définitive de l'Ordre en deux branches; l'une a pris le nom d'"Ordre Alepin" et l'autre le nom d'"Ordre libanais" ou "Baladites".
En 1969, avec le renouveau du Concile Vatican II, l'Ordre "Alepin" est nommé l'Ordre de la Bienheureuse Vierge Marie ou Mariamite (O.M.M.).

## Implantations au Liban
- Couvent Notre Dame de Louaizé à Zouk Mosbeh (Maison Généralice)
- Couvent St. Elisée à Bécharré
- Couvent St. Joseph à Choumra
- Collège St. Jean Baptiste à Kherbet Kanafar
- Presbytère Notre Dame du Mont à Deir El Kamar
- Collège et Couvent de St. Abda à Deir El Kamar
- Couvent Notre Dame de la Délivrance, Zouk Mikael
- Couvent St Elie, Chouaya
- Couvent Ste Thérèse, Shaile
- Couvent Sts Serge et Baccus, Ashkout
- Couvent St Chalita, Kfardebyan
- Presbytère de l'Ascension, Dbayeh
- Couvent St Antoine de Padoue, Dlebta
- Sts Pierre et Paul, Beit Chabab

## Personnalités
- Antonios Tarabay, du couvent St. Élisée
- Bechara Boutros Rahi, Patriarche des Maronites